# Korjo-saram
Korjo-saram (Russisch: Корё сарам, Koreaans: 고려사람) is de naam die de etnische Koreanen in de voormalige Sovjetlanden gebruiken om zichzelf aan te duiden. Korjo verwijst naar Korea en saram betekent persoon. Ongeveer een half miljoen etnische Koreanen verblijft in deze landen. De grootste groepen situeren zich in Centraal-Azië, maar ook in het zuiden van Europees Rusland in de buurt van Wolgograd, de Kaukasus en het zuiden van Oekraïne. 
Op het Russische eiland Sachalin wonen volgens de volkstelling van 2010 25.000 (5% van de bevolking) etnische Koreanen maar zij noemen zich niet Korjo-saram maar Sachalin-Koreanen. De Sachalin-Koreanen werden in de jaren 1930 en 1940 door de Japanse regering gedwongen om in de mijnen te gaan werken, terwijl de Korjo-saram al in de negentiende eeuw naar Rusland gekomen waren.

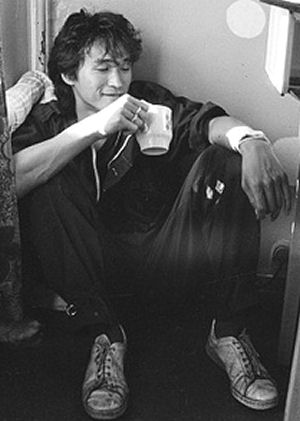
Viktor Tsoj
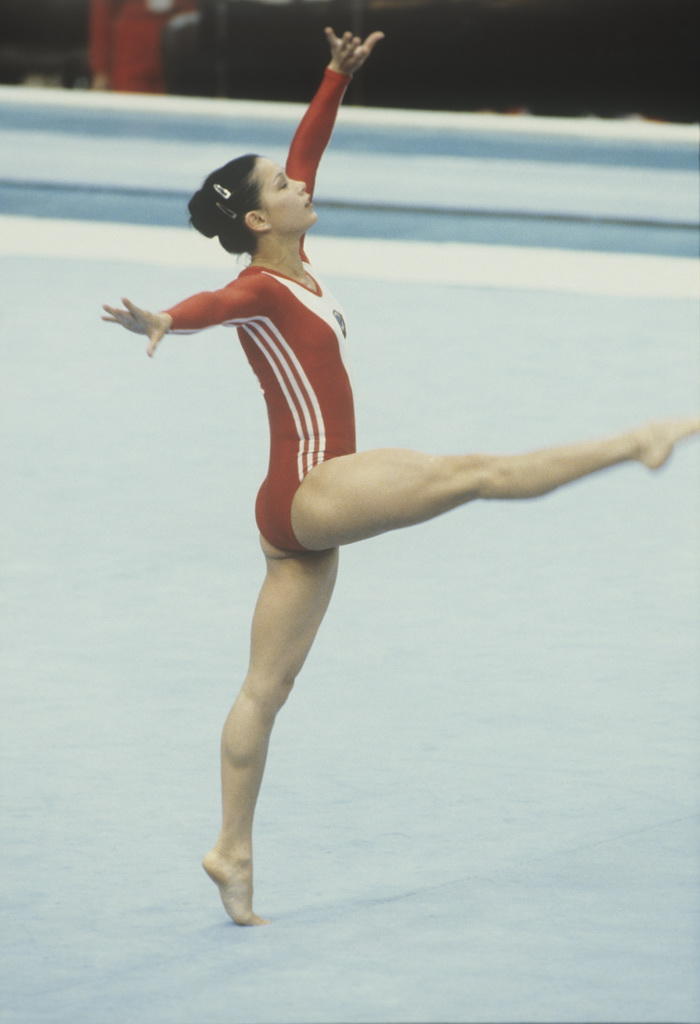
Nelli Kim
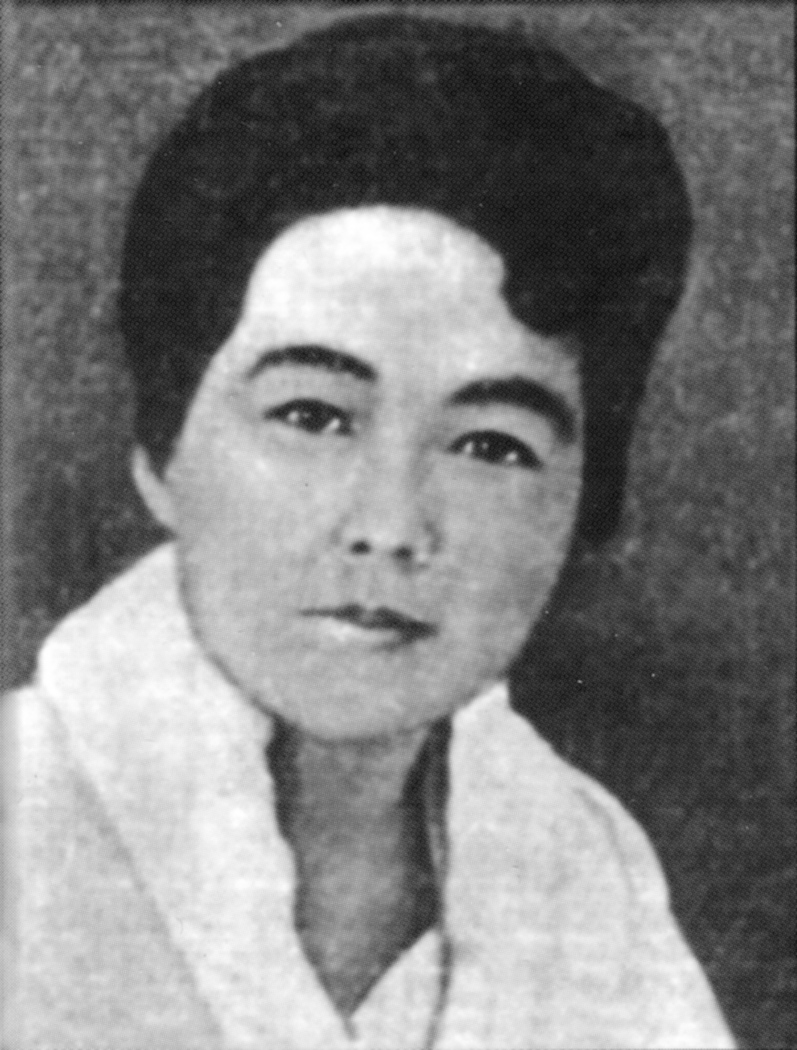
Aleksandra Kim
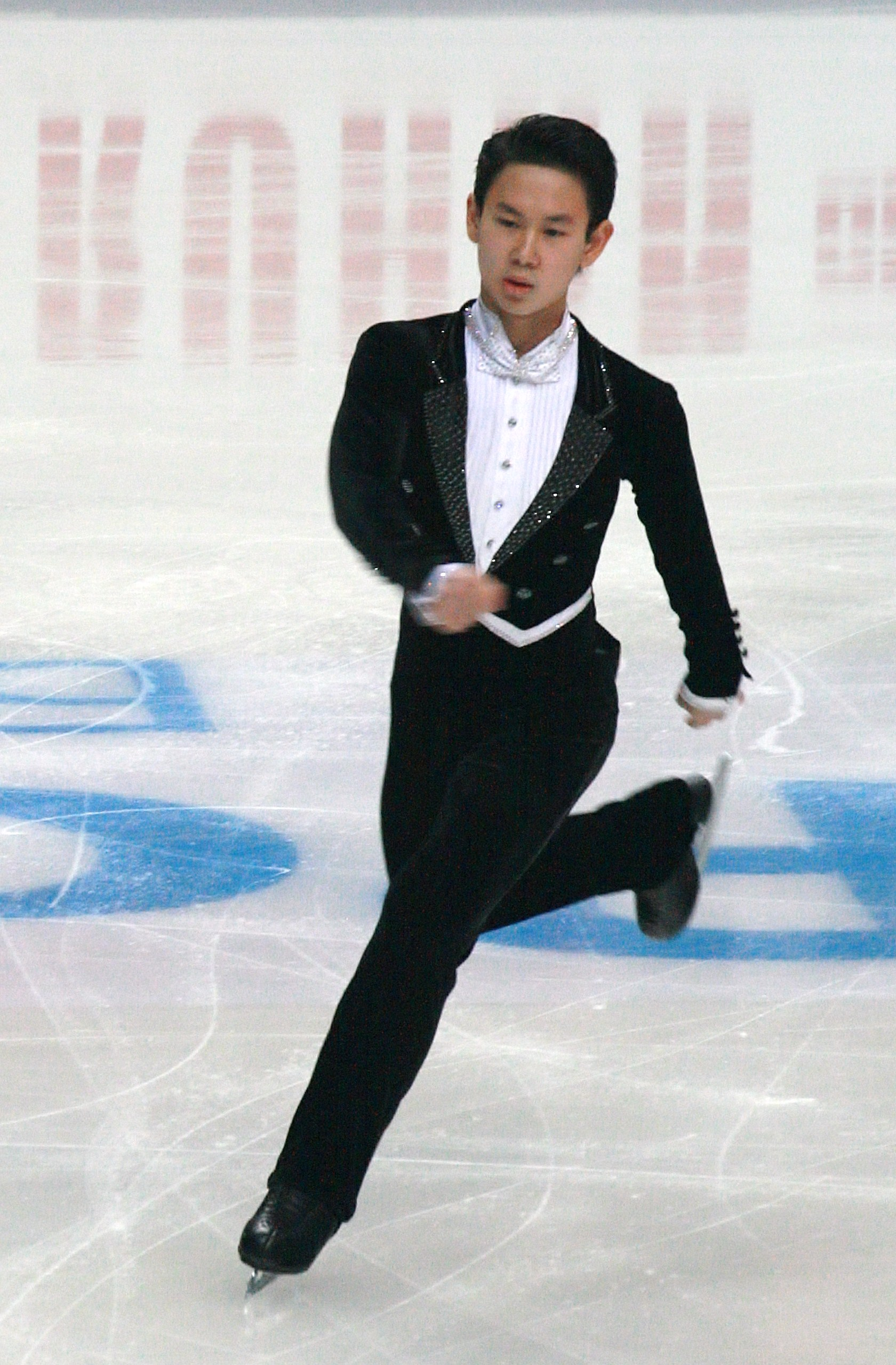
Denis Ten
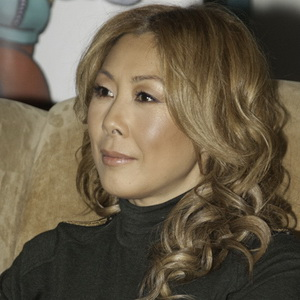
Anita Tsoj
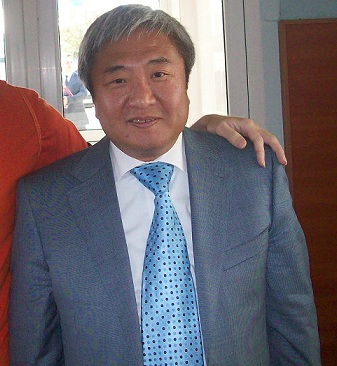
Oleksandr Sin

Abazijnen ·
Abchaziërs ·
Achvachen ·
Adygeeërs ·
Aino ·
Aleoeten ·
Aljoetoren ·
Altaj (Oirot) ·
Andi ·
Armeniërs ·
Avaren ·
Azerbeidzjanen·
Balkaren ·
Baraba ·
Basjkieren ·
Bergjoden ·
Boerjaten ·
Chakassen ·
Chanten ·
Chinezen ·
Dargienen ·
Dolganen ·
Enetsen ·
Evenen ·
Evenken ·
Georgiërs ·
Grieken ·
Ingoesjen ·
Ingriërs ·
Itelmenen ·
Jakoeten ·
Joden ·
Joekagieren ·
Joepiken ·
Kabardijnen ·
Kalmukken ·
Kamtsjadalen ·
Karatsjajers ·
Kareliërs ·
Kazachen ·
Kereken ·
Ketten ·
Komi ·
Koreanen ·
Korjaken ·
Korjo-saram ·
Krim-Tataren ·
Lezgiërs ·
Mansen ·
Mari (Tsjeremissen) ·
Meschetische Turken ·
Mordwienen ·
Nanai ·
Negidalen ·
Nenetsen (Joeraken) ·
Nganasanen ·
Nivchen (Giljaken) ·
Nogai ·
Oedegen ·
Oedmoerten ·
Oekraïners ·
Oeltsjen ·
Oezbeken ·
Oroken ·
Orotsjen ·
Osseten ·
Polen ·
Pomoren ·
Rusland-Duitsers (inclusief Wolga-Duitsers) ·
Russen ·
Samen (Lappen) ·
Selkoepen ·
Sjoren ·
Sojoten ·
Tabassaranen ·
Perzen (Tadzjieken) ·
Taten ·
Teleoeten ·
Tofalaren ·
Tsachoeriërs (Caxur) ·
Tsjerkessen ·
Tsjetsjenen (Noxchi) ·
Tsjoektsjen ·
Tsjoelymen ·
Tsjoevanen ·
Tsjoevasjen ·
Turkmenen ·
Toevanen ·
Wepsen ·
Belarussen (Wit-Russen) ·
Wolga-Tataren ·
Woten